# Henri-Joseph Dubouchet
Pour les articles homonymes, voir Dubouchet.
Henri-Joseph Dubouchet né le 28 mars 1833 à Caluire-et-Cuire et mort le 8 mars 1909 à Paris est un peintre et graveur français.

## Biographie
Élève à l'école nationale supérieure des beaux-arts de Lyon auprès de Victor Vibert, Henri-Joseph Dubouchet finit deuxième au concours du prix de Rome en gravure en taille-douce de 1856. Il est aussi le maître des graveurs Jules Piel et Raoul Serres. En 1886, il participe à l'Exposition internationale de blanc et noir et obtient une médaille d'argent de Ire classe en 3e section gravures au burin.
Il est professeur de gravure à l'école Estienne à Paris.
Il a un fils, Gustave Dubouchet, avec qui il signe certaines compositions.

## Œuvres

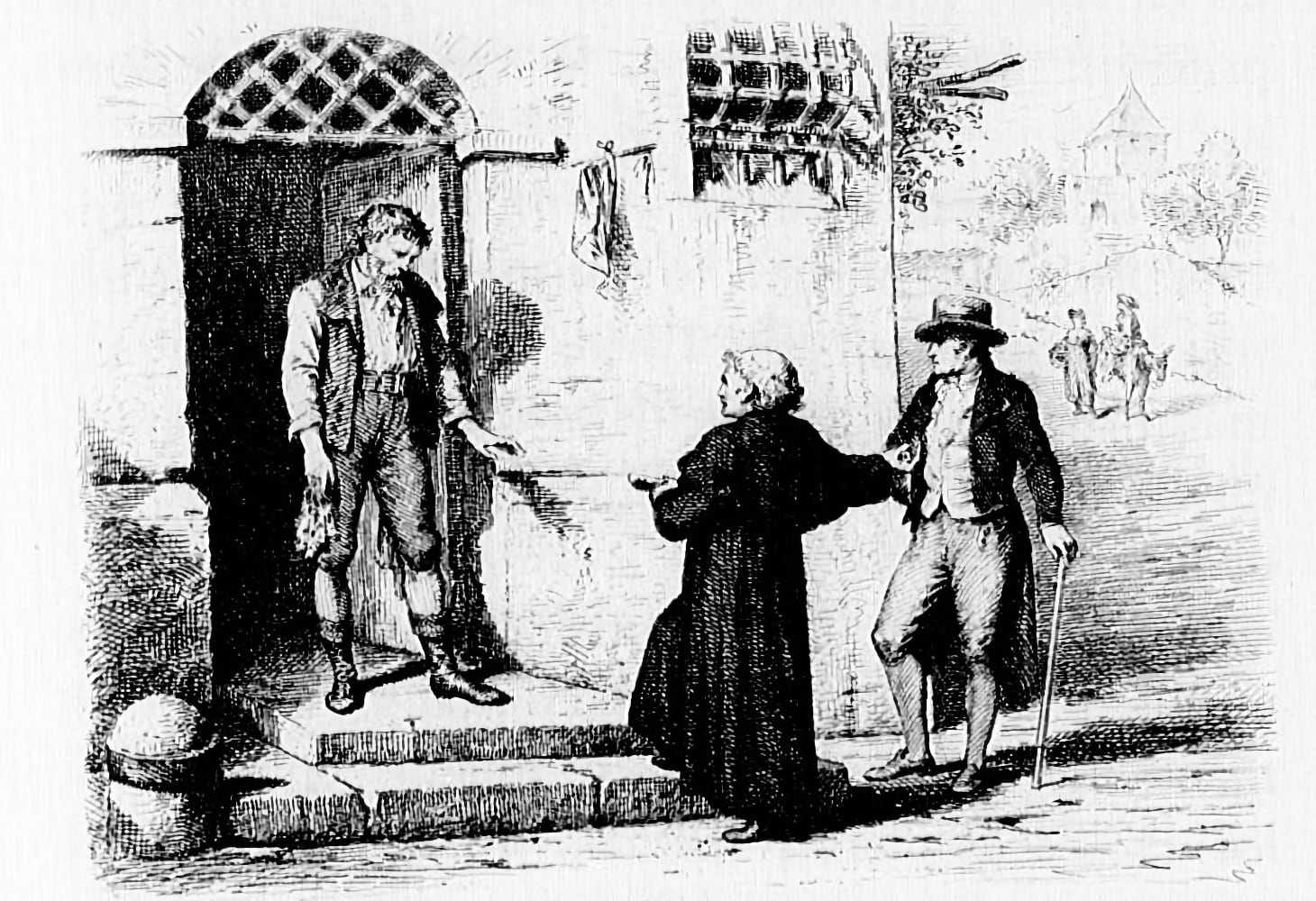
Une illustration du livre Le Rouge et le Noir de Stendhal par Dubouchet (Conquet, 1884).

- Il est l'illustrateur du livre Le Rouge et le Noir de Stendhal, publié chez Léon Conquet en 1884[5].
- La Barque à Caron[6], copie de Michel-Ange.
- La Vierge à la chaise[7], copie de La Vierge à la chaise de Raphaël.
- Saint Laurent faisant l'aumône[8], copie de Fra Angelico.
- La Naissance de la Vierge[9], copie d'Andrea del Sarto en 1872.
- Le Cortège des mages[10], copie d'Andrea del Sarto en 1863.
- L'Évanouissement de sainte Catherine de Sienne[11], copie de Sodoma.
- La Fuite de Loth[12], copie de Raphaël.